# Vijay Chotkan
Vijay Chotkan is een Surinaams politicus en bestuurder. Hij is directeur van de nationale luchthaven. Tussendoor was hij van 2019 tot 2020 minister van van Openbare werken Transport en Communicatie (OWT&C).

## Biografie
Chotkan werkte van 2000 tot 2016 bij het ministerie OWT&C. Hij was beleidsmedewerker en als zodanig adviseur van de minister.
Van circa 2011 tot 2015 maakte hij deel uit van de NDP Pitbulls in Wanica, een groep van veldwerkers die van de VHP waren overgestapt naar de NDP van Desi Bouterse. Een van de streefpunten van de groep was het regelen van grondpapieren voor minder bedeelde burgers. In 2015 viel de groep uit elkaar en keerden veel leden terug naar de VHP. Chotkan bleef bij de NDP en was een van de kandidaten voor Wanica tijdens de verkiezingen van 2015.
Op 23 februari 2016 werd Chotkan benoemd tot directeur van Luchthavenbeheer NV, de exploitant van de J.A. Pengel International Airport. In die functie volgde hij Lesley Winter op.
Tijdens de vierde grote wisseling van ministers in het kabinet-Bouterse, in mei 2019, werd hij benoemd tot minister van OWT&C. Hiermee keerde hij terug naar zijn voormalige departement.
Na het verlies van de NDP tijdens de verkiezingen van 2020 en uitsluiting van regeringsdeelname keerde Chotkan terug naar zijn functie als directeur van Luchthavenbeheer NV.